# Антонюк Любов Григорівна
Любов Григорівна Антонюк (нар. 30 квітня 1953, місто Житомир, Житомирська область, Українська РСР, СРСР) — українська радянська діячка, електромонтажниця Житомирського заводу «Промавтоматика». Депутат Верховної Ради УРСР 10—11-го скликань.

## Життєпис
Освіта середня.
У 1969—1980 роках — електромонтажниця, в 1980—1998 роках — бригадир електромонтажників Житомирського заводу «Промавтоматика» Житомирської області.
З 1998 року працювала в малому підприємстві «Дитячі іграшки» в Житомирі.
Потім — на пенсії у Житомирі.